# Ciharashas (Cilaku)
Ciharashas is een bestuurslaag in het regentschap Cianjur van de provincie West-Java, Indonesië. Ciharashas telt 8340 inwoners (volkstelling 2010).